# Ацетанілід

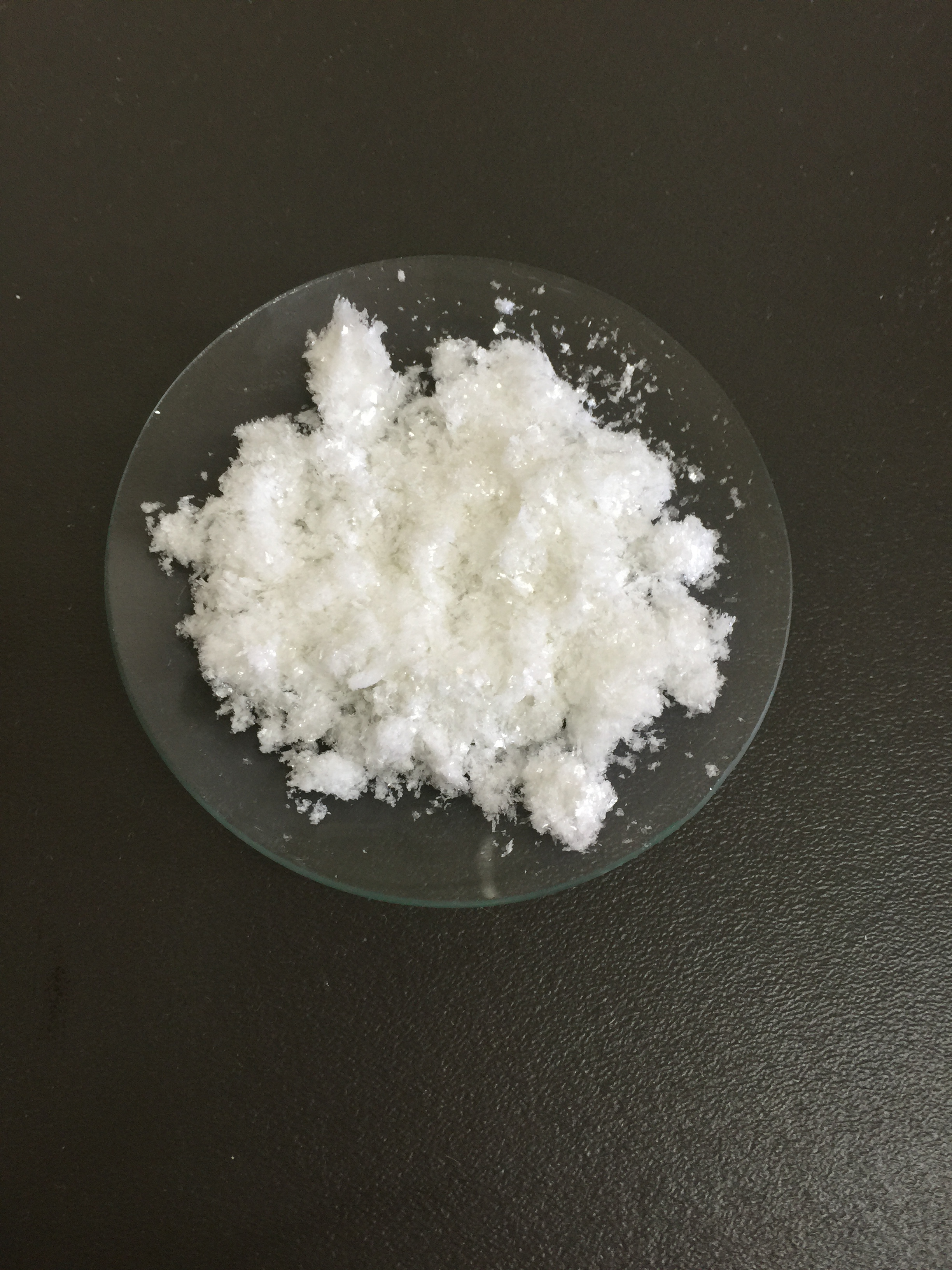
Ацетанілід

Ацетанілід — органічна сполука з класу амідів. Формула {\displaystyle {\ce {C6H5-NH-CO-CH3}}}. Біла тверда речовина.
Отримують взаємодією аніліну з ацетилюючими агентами: оцтовим ангідридом чи ацетилхлоридом.
Вступає в реакції електрофільного заміщення в пара-положення до ацетиламіногрупи. Але електродонорний ефект цієї групи менший, ніж в аміногрупи, проте, на відміну від останньої, вона не окиснюється. Це застосовують для захисту аміногрупи під час реакцій нітрування. Наприклад, для синтезу пара-нітроаніліну нітрують не анілін, а ацетанілід, а потім нітроацетанілід гідролізують.
Окрім нітрування, ацетанілід може вступати в реакції ацилювання (за допомогою хлороангідридів карбонових кислот) і сульфування (за допомогою хлорсульфонової кислоти). Продукт першої реакції (з хлороангідридом хлороцтової кислоти) використовується для синтезу барвників.
Використовується для виробництва барвників, а також як стабілізатор і пластифікатор естерів целюлози.